# 下沙新城

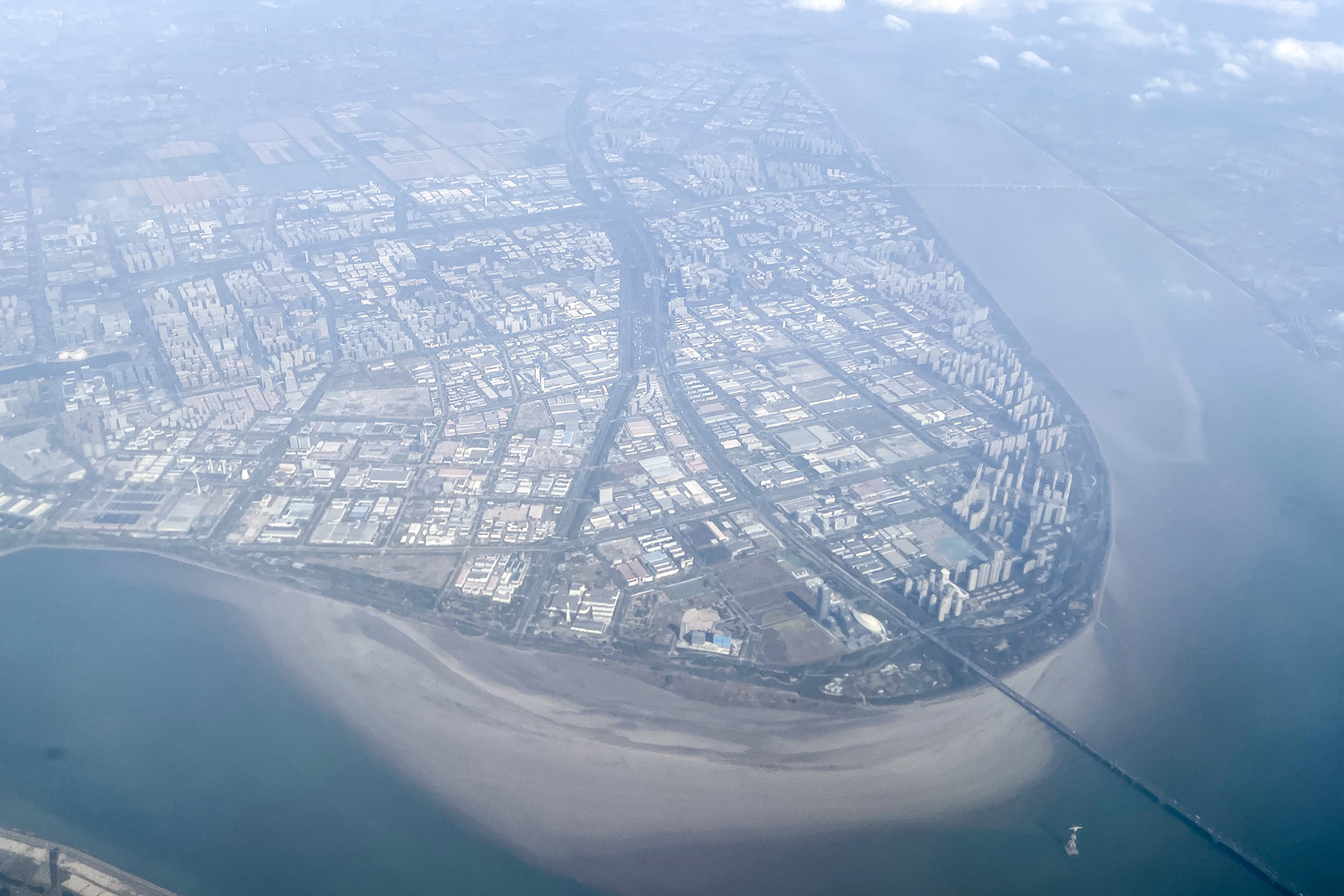
下沙俯瞰

下沙位于杭州市东部、钱塘江北岸，隶属钱塘区管辖，境内设有下沙街道和白杨街道两个街道。
下沙地区是潮水顶托钱塘江口泥沙淤积和江流带下来的沙土冲积双重作用而形成的，地表土质为粉沙土，且地理位置在钱塘江下游，故名“下沙”。

## 历史
1953年至1978年，经过多次围垦江涂，现在的下沙地区形成。1951年6月，设下沙乡，属杭县乔司管理区管辖。1956年，杭县撤区并乡，四格乡、新元乡、三胜乡部分及乔司农场乡并入下沙乡。1958年4月，杭县撤销，下沙乡划归余杭县临平区。同年10月，余杭县并入临安县，下沙乡划归临安县九堡人民公社，称九堡公社下沙管理区。1961年4月，余杭县从临安县析出，同时下沙从九堡析出，建立下沙人民公社。1983年10月，下沙乡建制恢复。
1993年4月4日，国务院正式批准以下沙地区设立杭州经济技术开发区，实行国家沿海开放城市经济技术开发区的各项优惠政策，遵循发展对外经济技术合作与国内经济技术合作相结合的原则，以兴办工业和科技开发项目为主，引进资金、先进技术、先进设备和科学管理方式，发挥外向型经济的窗口作用。杭州经济技术开发区管理委员会代表杭州市人民政府对开发区的工作实行统一领导和管理。
1996年12月，下沙乡划归杭州市江干区。1998年10月，下沙撤乡建镇。1999年8月，下沙镇委托杭州经济技术开发区代管。2000年4月27日，国务院批准在杭州经济技术开发区内设立浙江杭州出口加工区。同年8月，浙江省人民政府决定在杭州经济技术开发区规划建设下沙高教园区，安排15所以工科为主的高等学校。2002年4月，白杨街道办事处设立，属江干区，委托杭州经济技术开发区代管。2004年7月，下沙镇撤镇设下沙街道办事处。
2019年4月2日，浙江省人民政府正式批复同意设立杭州钱塘新区，实行“一个平台、一个主体、一套班子、多块牌子”的管理体制架构，保留原杭州经济技术开发区的牌子。2021年4月9日，杭州市钱塘区正式设立，下沙街道、白杨街道划归钱塘区。

## 产业

### 机械制造业
有以中能汽轮、中高发动机、友嘉机电为代表的装备制造产业群，以松下、九阳等为代表的白色家电产业群，以西门子、百富电子为代表的仪器仪表产业群三大产业群共100多家企业。

### 电子通信业
有东芝信息、摩托罗拉、浙大中自、士兰集成、乐金记录媒体等50多家企业，形成了笔记本电脑、移动通信、电子元器件、工业控制、记录媒体等产业群。

### 食品饮料业

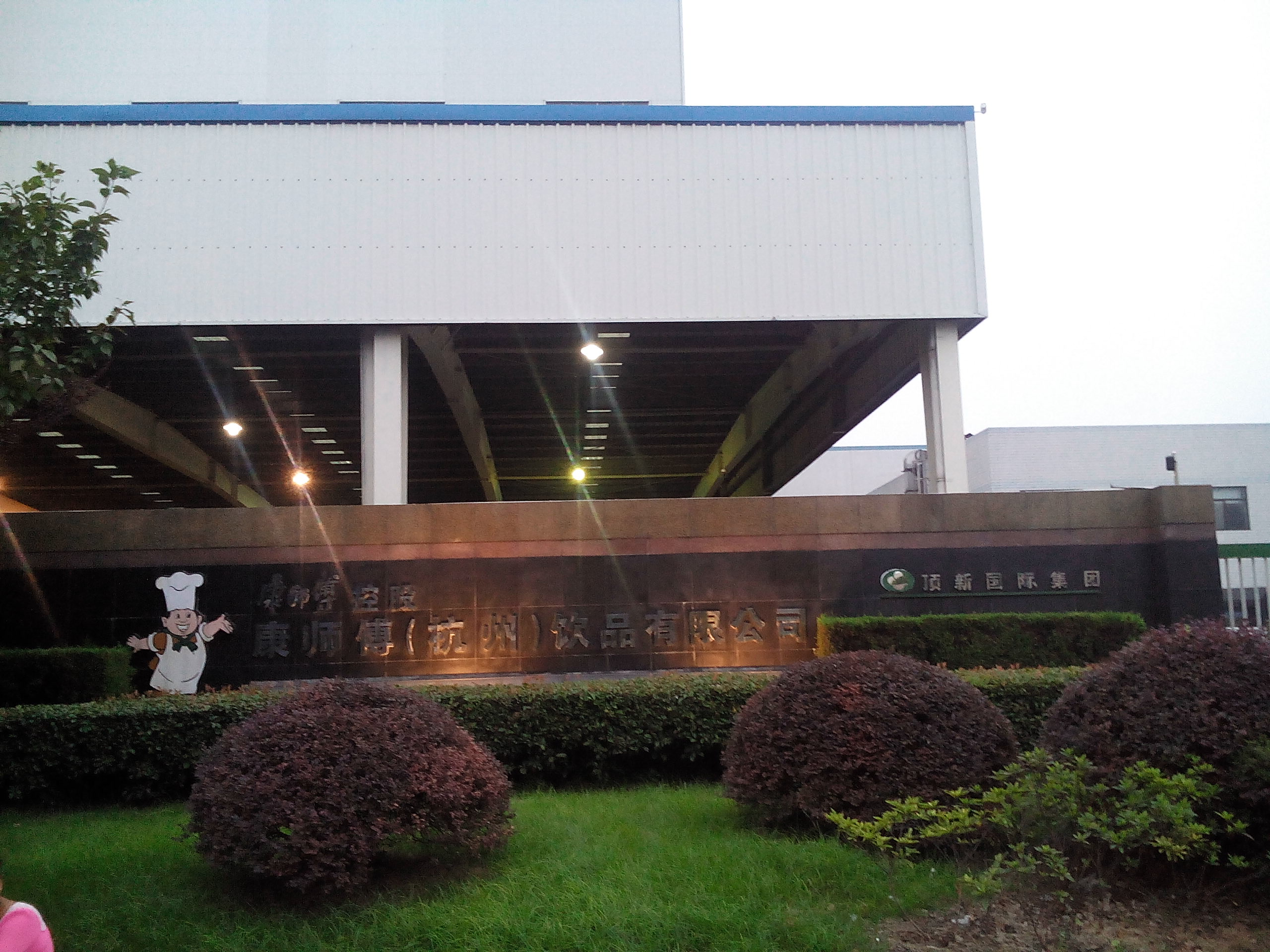
康师傅工厂

有娃哈哈、康师傅、中萃、百事、加多宝、五丰等30多家企业，为华东地区最大的食品饮料生产基地。

### 生物医药业
有以九源基因、诗华诺倍威生物、艾博生物（全球最大快速诊断试剂生产基地）为代表的生物制品产业群，以泰尔茂、旭化成医疗、史密斯医学仪器为代表的医疗器械产业群，以康莱特、惠松制药为代表的现代中药产业群，以眼力健、下沙生物（全球最大VD3生产基地）为代表的化学药物产业群等四大产业群共60余家企业。

## 教育

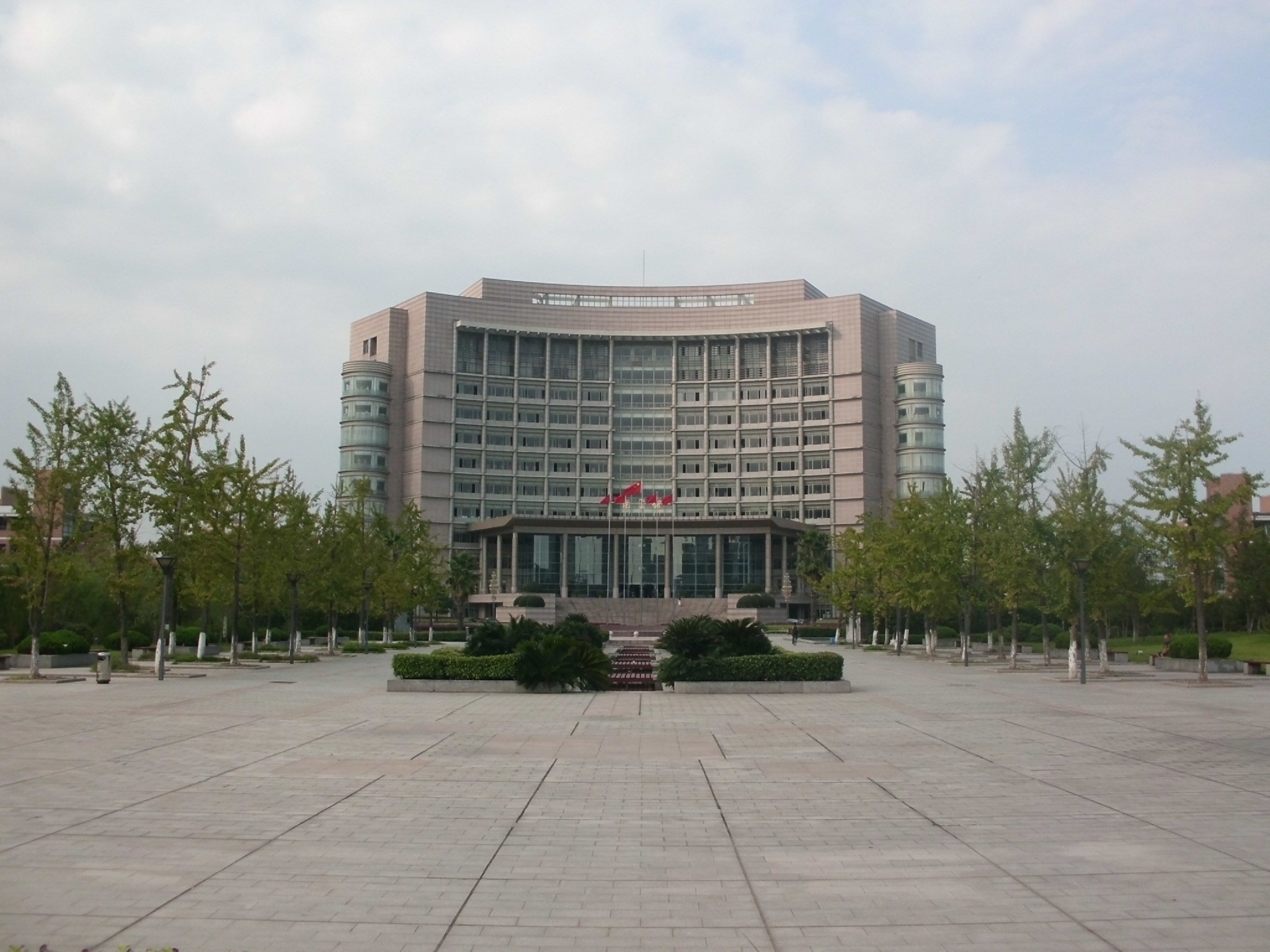
浙江理工大学

下沙高教园区是浙江省规模最大的高教园区，于2001年开始招收第一届学生，入驻有杭州电子科技大学、浙江理工大学、中国计量大学、浙江工商大学、浙江财经大学、浙江传媒学院等15所高校。

## 交通

### 公交

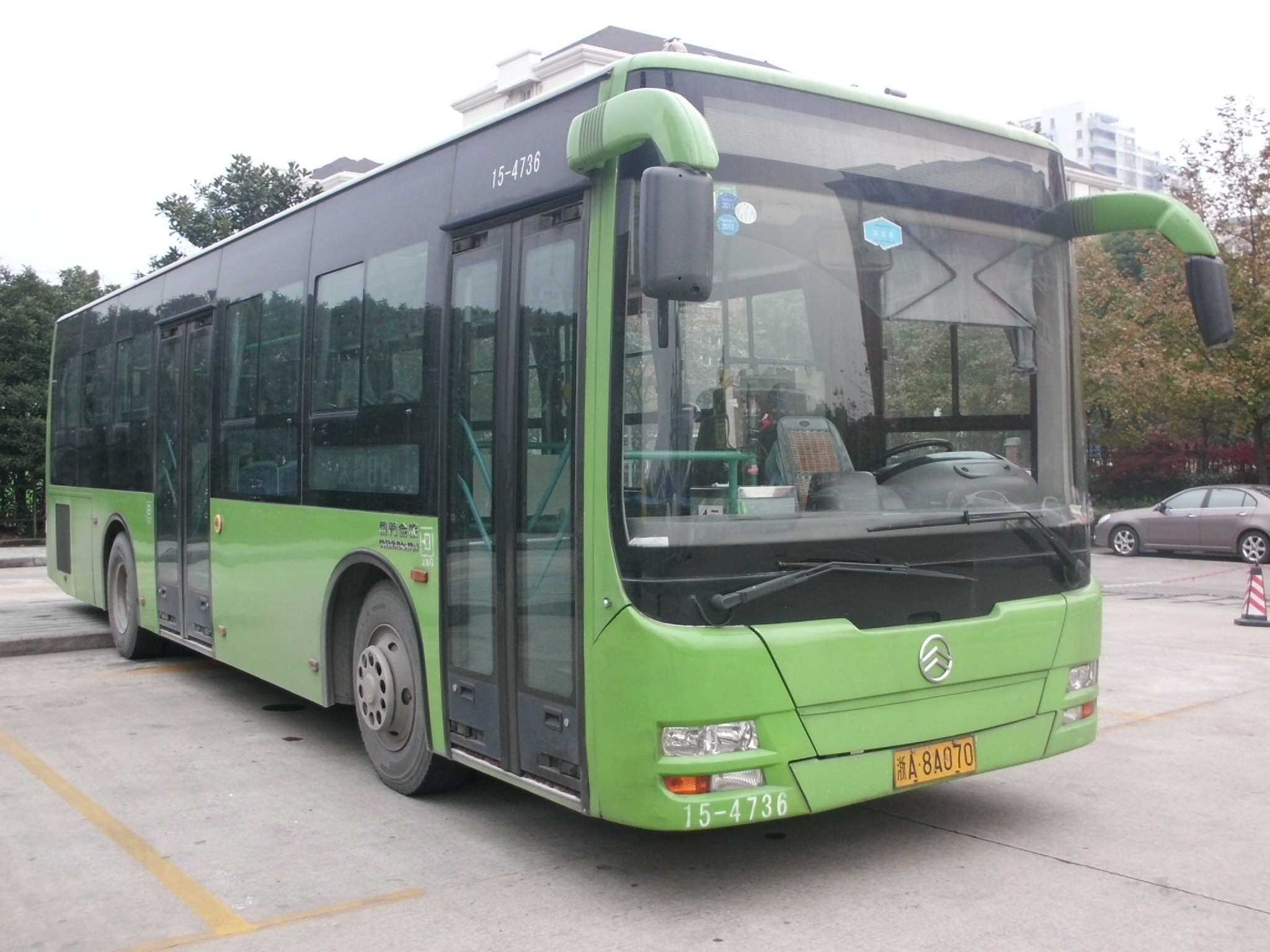
下沙的公交车

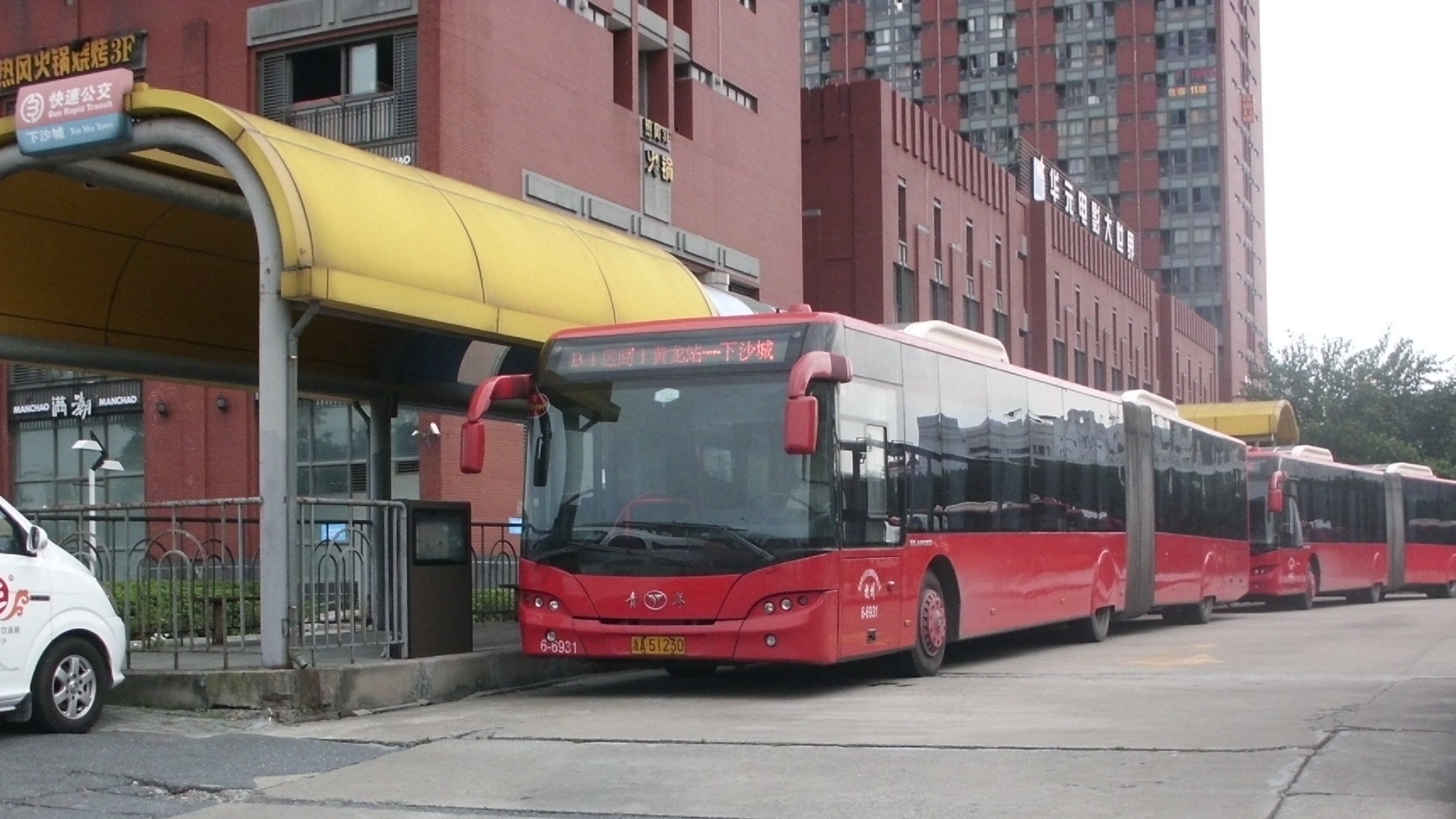
位于下沙城的B1区间1路（因地铁1号线开通于2013年停驶）

杭州公共交通下沙有限公司是服务于下沙的公交公司，总部位于下沙公交停保基地，自编号为15-xxxx，部分线路进入上城区和海宁市，且与钱塘公交有互相支援的车辆。截至2021年8月，有以下线路：
104、170、173、302、363、364、365、369、370、374、383、384、385、448、3101、3102、3103、3108、3109、3111、3113、3114、3116、3117、3118、3175、3190、财经至长安专线、下沙至盐仓专线、下沙至海宁皮革城专线
市公交集团、钱塘公交、萧山公交、余杭公交进入下沙的线路，截至2021年8月有：
B1、392、392B、284、284快线、399、492、484、328、3137、351、3196、3401、140、298、320、3166、7264、7311、7393、8210、8223、8259
海宁大元公交进入下沙的线路（部分线路与下沙公交共同运营），截至2021年8月有：
财经至长安专线、下沙至盐仓专线、下沙至海宁皮革城专线、长安至九堡专线

### 桥隧
下沙大桥（钱江六桥）北接下沙枢纽，南连萧山红垦枢纽，为杭州绕城高速公路及沪昆高速的组成部分，2002年12月28日通车，是钱塘江上车辆通行量最大的桥梁。
江东大桥（钱江九桥）西接下沙德胜东路与德胜快速路，东连大江东的江东大道，2008年12月26日通车。
钱塘过江隧道西接下沙，东连大江东，为钱塘快速路的组成部分，2022年7月30日通车。

### 地铁

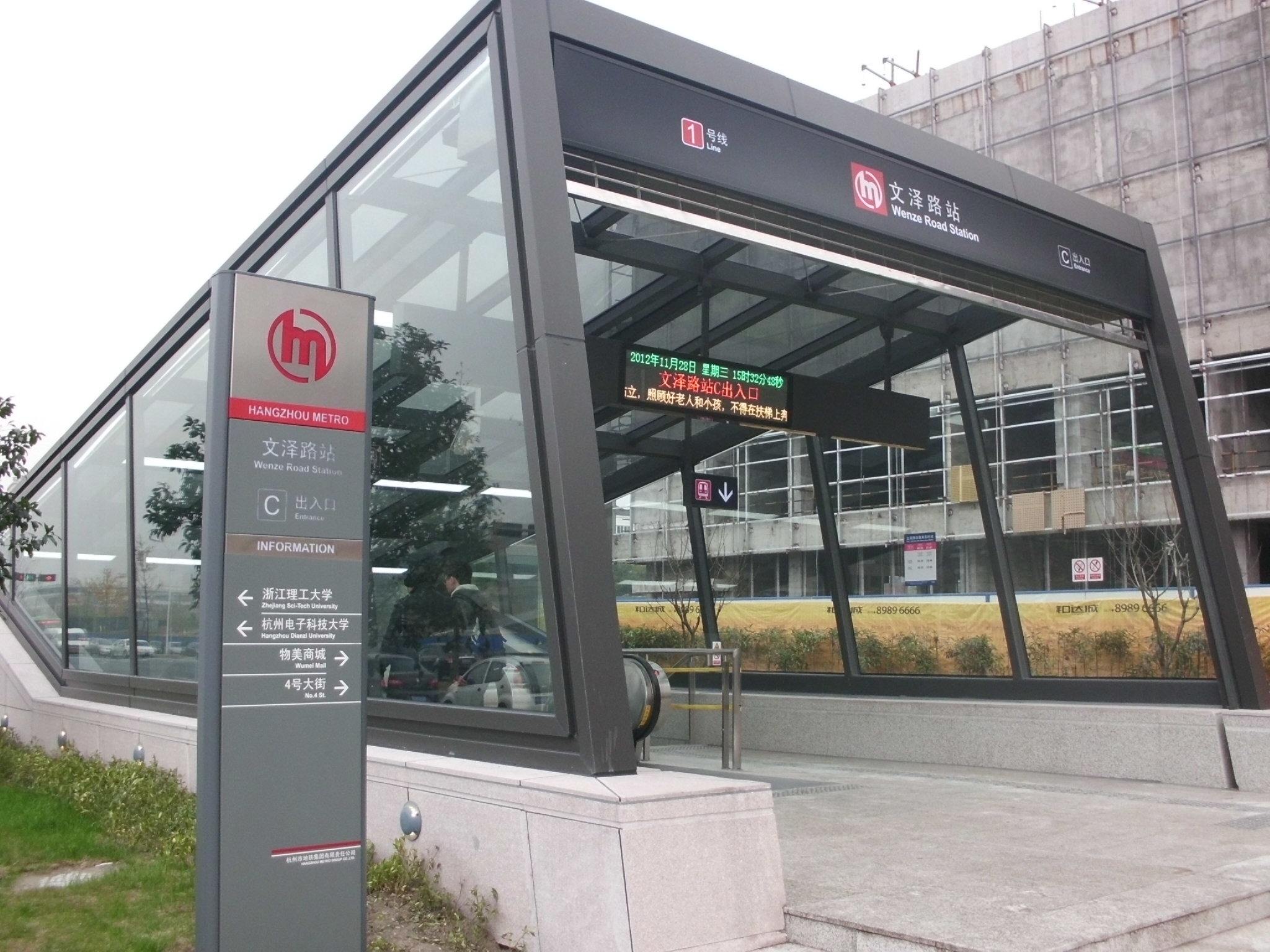
文泽路站C出入口，旁边是建设中的商场——和达城

杭州地铁1号线下沙段途径金沙大道、2号大街、25号大街，向西进入上城区，向东跨江进入萧山区，在下沙设有下沙西站、金沙湖站、高沙路站、文泽路站、文海南路站、云水站、下沙江滨站共7个站点。
杭州地铁8号线下沙段途径2号大街，向东跨江进入同属钱塘区的大江东，在下沙设有文海南路站、工商大学云滨站共2个站点。
建设中的下长市域下沙段途径文海南路、千帆路，向北进入海宁市，在下沙设有文海南路站、银海街站共2个站点。

## 主要设施

### 购物中心、商场

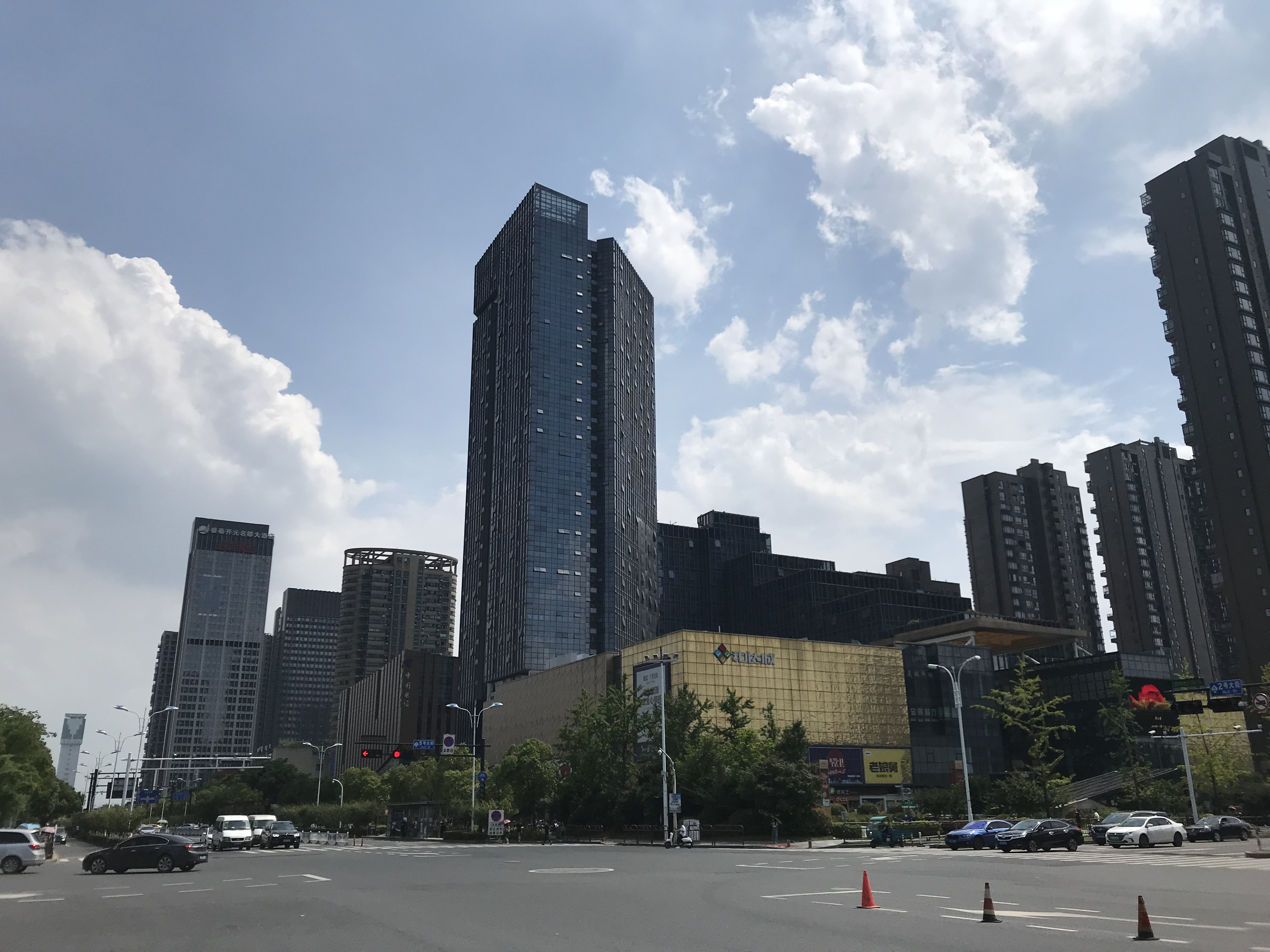
和达城

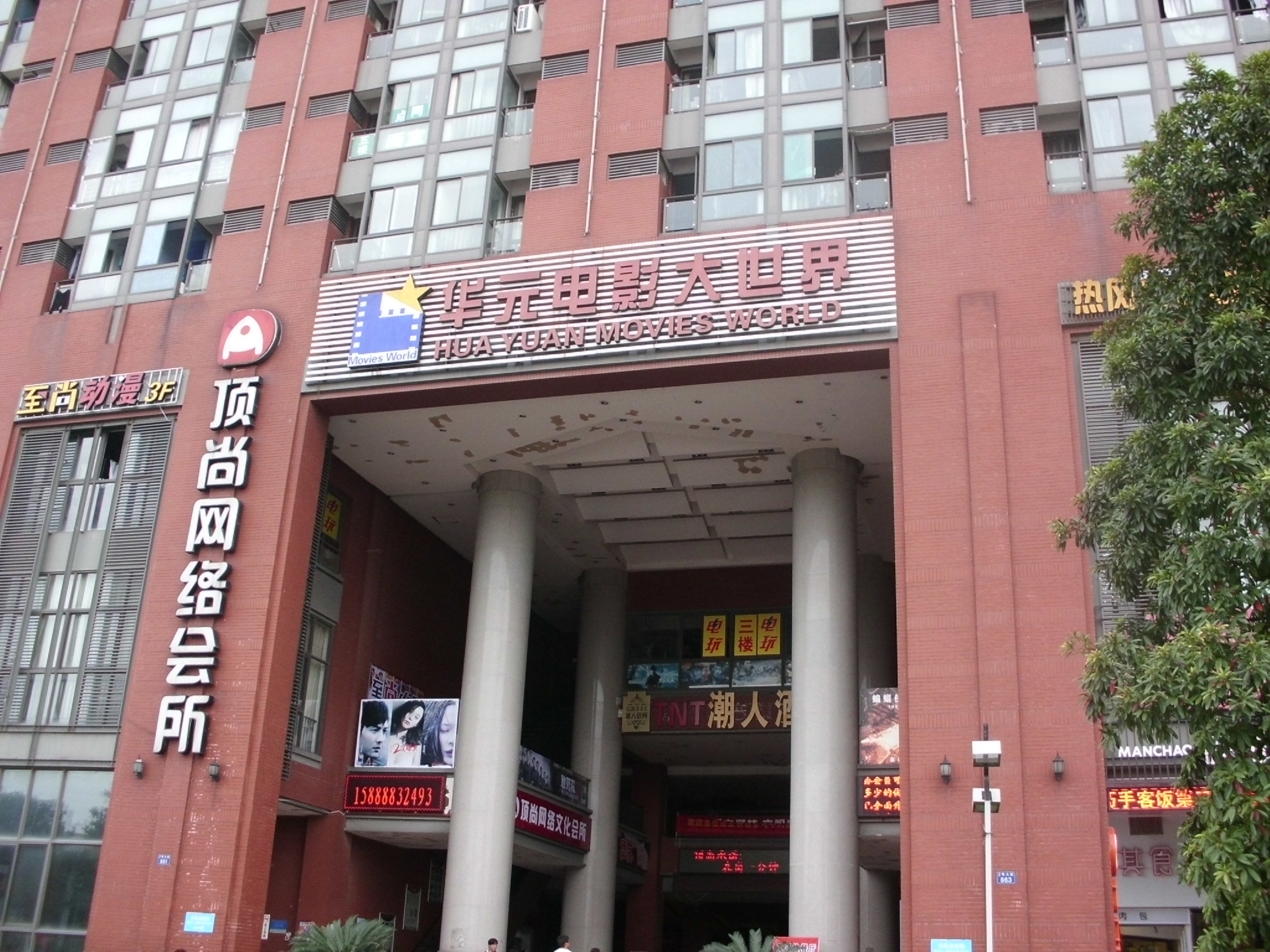
位于十六街区商城的华元电影大世界（已停业）

- 华元十六街区商城：2008年3月开业
- 福雷德广场：2011年开业
- 文泽和达城、东东和达城：2015年5月开业[3]
- 杭州金沙天街：2015年9月开业
- 下沙银泰：2016年1月开业
- 金沙印象城：2019年6月16日开业[4]
- 圈圈里商业中心：2020年5月30日开业[5]
- 杭州吾角天街：2022年5月28日开业[6]

### 星级酒店
- 杭州和达希尔顿逸林酒店：2013年12月开业[7]
- 杭州龙湖皇冠假日酒店：2018年7月开业[8]
- 杭州金沙湖和达希尔顿嘉悦里酒店：2019年11月开业[9]

### 大型超市
- 华润万家金沙大道店，位于龙湖天街B1层
- 盒马鲜生下沙银泰店，位于银泰百货下沙店
- 物美下沙店，位于4号大街5号大街交叉口
- 物美高沙店，位于金沙大道高沙路交叉口
- 物美文海店，位于25号大街10号大街口
- 物美金地店，位于圈圈里商业中心
- 世纪联华天城东路店，位于天城东路高沙路交叉口
- 鑫永涛超市元成店，位于元成时代中心
- 鑫永涛超市云水店，位于6号大街25号大街口

### 三甲医院
- 浙江省中医院钱塘院区，又称浙江省东方医院，位于9号大街9号
- 浙江大学医学院附属邵逸夫医院钱塘院区，又称杭州市钱塘医院，位于下沙路368号，2013年8月28日开业

### 公园
- 金沙湖公园，位于金沙大道南侧

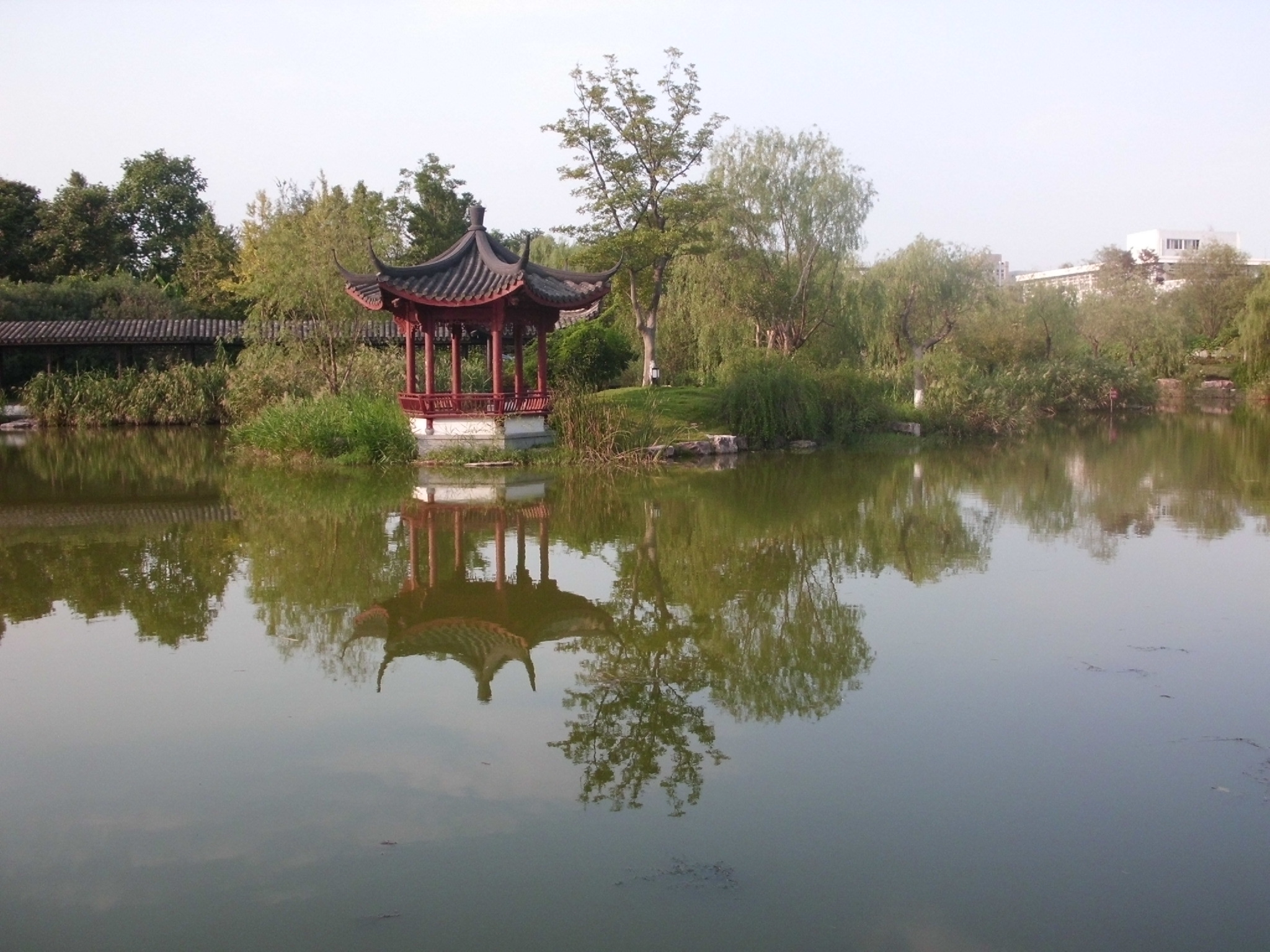
高教西公园

- 杭州消防主题公园，又称高教西公园，位于学源街与文泽路交叉口
- 杭州东部湾景观公园，位于15号大街与之江东路交叉口南侧
- 青年林，位于11号大街与之江东路交叉口西北侧
- 钱塘江江堤，位于之江东路东侧近钱塘江一带